# Sonoma quercicola
Sonoma quercicola är en skalbaggsart som beskrevs av Chandler 1986. Sonoma quercicola ingår i släktet Sonoma och familjen kortvingar. Inga underarter finns listade i Catalogue of Life.